# CFU Club Championship 2011
Navigation
Édition précédente Édition suivante
La CFU Club Championship 2011 est la treizième édition de la  CFU Club Championship. Elle se dispute entre quinze équipes provenant de onze associations de l'Union caribéenne de football. 
Les trois meilleures équipes se qualifient pour la Ligue des champions de la CONCACAF 2011-2012. Il s'agit du Puerto Rico Islanders qui remporte le titre pour la seconde année consécutive, du Tempête FC qui est finaliste de la compétition et du Alpha United FC qui remporte le match pour la troisième place.

## Participants
La compétition est ouverte à tous les champions et vice-champions des championnats membres de la CFU s'étant terminés avant la fin 2010. Les inscriptions pour tous les clubs intéressés se sont closes le 31 décembre 2010. 
Le tenant du titre, le Puerto Rico Islanders, est directement qualifié pour le second tour.
Un total de 15 équipes, provenant de 11 associations de la CFU, entrent dans la compétition. 
Le tableau des clubs participants est donc le suivant :
| Nation                     | Club                       | Qualification                                    |
| Second tour                | Second tour                | Second tour                                      |
| -------------------------- | -------------------------- | ------------------------------------------------ |
| Porto Rico                 | Puerto Rico Islanders      | Vice-champion de Porto Rico 2010                 |
| Premier tour               |                            |                                                  |
| Antigua-et-Barbuda         | Bassa SC                   | Champion d'Antigua-et-Barbuda 2009-2010          |
| Bermudes                   | Dandy Town Hornets         | Champion des Bermudes 2009-2010                  |
| Iles Caïmans               | Bodden Town FC             | Vice-champion des îles Caïmans 2009-2010         |
| Dominique                  | Bath Estate                | Champion de Dominique 2009-2010                  |
| Guyana                     | Alpha United Football Club | Champion du Guyana 2010                          |
| Guyana                     | Milerock Football Club     | Vice-champion du Guyana 2010                     |
| Haiti                      | Tempête FC                 | Vainqueur du Tournoi d'ouverture 2010-2011       |
| Porto Rico                 | CA River Plate             | Champion de Porto Rico 2010                      |
| Saint-Christophe-et-Niévès | Newtown United FC          | Champion de Saint-Christophe-et-Niévès 2009-2010 |
| Sainte-Lucie               | Northern United All Stars  | Champion de Sainte-Lucie 2010                    |
| Suriname                   | Inter Moengotapoe          | Champion du Suriname 2009-2010                   |
| Suriname                   | Walking Bout Company       | Vice-champion du Suriname 2009-2010              |
| Trinité-et-Tobago          | Defence Force FC           | Champion de Trinité-et-Tobago 2010-2011          |
| Trinité-et-Tobago          | Caledonia AIA              | Vice-champion de Trinité-et-Tobago 2010-2011     |

| Suriname : Inter Moengotapoe Walking Bout Company Bassa SC CA River Plate Defence Force FC Caledonia AIA Alpha United FC Puerto Rico Islanders Dandy Town Hornets Bodden Town FC Milerock Football Club Tempête FC Bath Estate Newtown United FC Northern United All Stars |

Les fédérations suivantes n'ont pas présenté d'équipe pour la compétition :
| - Anguilla - Aruba - Bahamas - Barbades - Îles Vierges britanniques - Cuba - Curaçao | - République dominicaine - Guyane française - Grenade - Guadeloupe - Jamaïque - Martinique - Montserrat | - Saint-Martin - Saint-Vincent-et-les-Grenadines - Sint Maarten - Îles Turques-et-Caïques - Îles Vierges américaines |

## Calendrier
| Tours                         | Matchs Aller      | Matchs Retour      | Équipes participantes | Équipes restantes |
| ----------------------------- | ----------------- | ------------------ | --------------------- | ----------------- |
| Phase de qualification (2011) |                   |                    |                       |                   |
| 1er tour                      | 10 au 18 mars     | 19 au 26 mars      | 14                    | 15 à 8            |
| 2e tour                       | 10 avril au 7 mai | 17 avril au 14 mai | 8                     | 8 à 4             |
| Phase finale (2011)           |                   |                    |                       |                   |
| Demi-Finales                  | 25 mai            | 25 mai             | 4                     | 4 à 2             |
| 3e place                      | 27 mai            | 27 mai             | 2                     | 2 à 1             |
| Finale                        | 27 mai            | 27 mai             | 2                     | 2 à 1             |

## Phase de qualification

### Premier tour
Les vainqueurs de chaque confrontations se jouant en match aller-retour, sont directement qualifiés pour le second tour de la compétition.
| Pays | Club                      | Aller | Retour | Club                 | Pays | Commentaire                           |
| ---- | ------------------------- | ----- | ------ | -------------------- | ---- | ------------------------------------- |
|      | Dandy Town Hornets        | 1-1   | 0-3    | Defence Force FC     |      |                                       |
|      | Newtown United FC         | 0-1   | 0-5    | Caledonia AIA        |      |                                       |
|      | CA River Plate            | 2-0   | 0-1    | Bodden Town FC       |      |                                       |
|      | Bath Estate               | -     | -      | Tempête FC           |      | Forfait du Bath Estate                |
|      | Northern United All Stars | 0-3   | 1-3    | Walking Bout Company |      |                                       |
|      | Milerock Football Club    | 0-1   | 2-1    | Inter Moengotapoe    |      | Qualifié grâce aux buts à l'extérieur |
|      | Alpha United FC           | -     | -      | Bassa SC             |      | Forfait du Bassa SC                   |

### Deuxième tour
Les vainqueurs de chaque confrontations se jouant en match aller-retour, sont directement qualifiés pour les demi-finales de la compétition.
| Pays | Club                   | Aller | Retour | Club                  | Pays | Commentaire       |
| ---- | ---------------------- | ----- | ------ | --------------------- | ---- | ----------------- |
|      | Caledonia AIA          | 0-1   | 1-0    | Tempête FC            |      | Tirs au but : 2-3 |
|      | Walking Bout Company   | 1-1   | 0-7    | Puerto Rico Islanders |      |                   |
|      | Milerock Football Club | 0-4   | 0-3    | Defence Force FC      |      |                   |
|      | Alpha United FC        | 0-0   | 3-2    | CA River Plate        |      |                   |

## Phase finale
Lors de la phase finale, les quatre qualifiés s'affrontent dans un système de confrontation simple à élimination directe. Les deux vainqueurs des demi-finales sont alors automatiquement qualifiés pour la Ligue des champions de la CONCACAF 2011-2012, tandis qu'une petite finale détermine le dernier participant à la grande compétition continentale

### Tableau
|  | Demi-finales          | Demi-finales          | Demi-finales |             |   | Finale           | Finale | Finale |  |
|  |                       |                       |              |             |   |                  |        |        |  |
|  | 25 mai 2011           |                       |              |             |   |                  |        |        |  |
|  |                       |                       |              |             |   |                  |        |        |  |
|  | Tempête FC            | 0                     | 0(4)         |             |   |                  |        |        |  |
|  | Tempête FC            | 0                     | 0(4)         | 27 mai 2011 |   |                  |        |        |  |
|  | Defence Force FC      | 0                     | 0(2)         |             |   |                  |        |        |  |
|  | Defence Force FC      | 0                     | 0(2)         | Tempête FC  | 1 | 0                |        |        |  |
|  | 25 mai 2011           |                       |              | Tempête FC  | 1 | 0                |        |        |  |
|  |                       | Puerto Rico Islanders | 1            | 2           |   |                  |        |        |  |
|  | Alpha United FC       | Puerto Rico Islanders | 1            | 2           | 1 | 0                |        |        |  |
|  | Alpha United FC       |                       |              |             | 1 | 0                |        |        |  |
|  | Puerto Rico Islanders | 1                     | 2            |             |   |                  |        |        |  |
|  | Puerto Rico Islanders | 1                     | 2            |             |   |                  |        |        |  |
|  |                       |                       |              |             |   | 3e Place         |        |        |  |
|  |                       |                       |              |             |   | 27 mai 2011      |        |        |  |
|  |                       |                       |              |             |   | Defence Force FC | 1      | 0(3)   |  |
|  |                       |                       |              |             |   | Alpha United FC  | 1      | 0(4)   |  |

### Demi-finales
Les demi-finales se jouent le 25 mai dans le Stade Providence de Providence au Guyana.
| 25 mai 2011     | Tempête FC                                                       | 0 – 0 (a.p.)      | Defence Force FC                                           | Stade Providence, Providence                |                                             |
| 18:00 UTC−04:00 |                                                                  |                   |                                                            | Spectateurs : 900 Arbitrage : Bryan Willett | Spectateurs : 900 Arbitrage : Bryan Willett |
| 18:00 UTC−04:00 | Rapport                                                          |                   |                                                            | Spectateurs : 900 Arbitrage : Bryan Willett | Spectateurs : 900 Arbitrage : Bryan Willett |
| 18:00 UTC−04:00 | Junior Charles · Paul Valdano · Joachin Gregory · Cadet Changler | Tirs au but 4 – 2 | Richard Roy · Kerry Joseph · Rawle Fletcher · Anton Joseph | Spectateurs : 900 Arbitrage : Bryan Willett | Spectateurs : 900 Arbitrage : Bryan Willett |

| 25 mai 2011     | Alpha United FC  | 1 – 3 (a.p.) | Puerto Rico Islanders                                       | Stade Providence, Providence                      |                                                   |
| 20:00 UTC−04:00 | Dwain Jacobs 37e |              | Matthew Bouraee 23e · Jonathan Faña 108e · David Foley 116e | Spectateurs : 1 500 Arbitrage : Ignatius Baptiste | Spectateurs : 1 500 Arbitrage : Ignatius Baptiste |
| 20:00 UTC−04:00 | Rapport          |              |                                                             | Spectateurs : 1 500 Arbitrage : Ignatius Baptiste | Spectateurs : 1 500 Arbitrage : Ignatius Baptiste |

### Match pour la troisième place
Le match pour la troisième place entre les perdants des demi-finales se jouent le 27 mai dans le Stade Providence de Providence au Guyana.
| 27 mai 2011     | Defence Force FC  | 1 – 1 (a.p.) | Alpha United FC   | Stade Providence, Providence                      |                                                   |
| 18:00 UTC−04:00 | Richard Roy 58e   |              | Dwight Peters 52e | Spectateurs : 1 000 Arbitrage : Caswell Cambridge | Spectateurs : 1 000 Arbitrage : Caswell Cambridge |
| 18:00 UTC−04:00 | Rapport           |              |                   | Spectateurs : 1 000 Arbitrage : Caswell Cambridge | Spectateurs : 1 000 Arbitrage : Caswell Cambridge |
| 18:00 UTC−04:00 | Tirs au but 3 – 4 |              |                   | Spectateurs : 1 000 Arbitrage : Caswell Cambridge | Spectateurs : 1 000 Arbitrage : Caswell Cambridge |

### Finale
La finale entre les vinaqueurs des demi-finales se jouent le 27 mai dans le Stade Providence de Providence au Guyana.
| 27 mai 2011     | Tempête FC             | 1 – 3 (a.p.) | Puerto Rico Islanders                                     | Stade Providence, Providence                |                                             |
| 20:30 UTC−04:00 | Charles Hérold Jr. 42e |              | Jay Needham 34e · Jonathan Faña 100e · Jonathan Faña 113e | Spectateurs : 500 Arbitrage : Trevor Taylor | Spectateurs : 500 Arbitrage : Trevor Taylor |
| 20:30 UTC−04:00 | Rapport                |              |                                                           | Spectateurs : 500 Arbitrage : Trevor Taylor | Spectateurs : 500 Arbitrage : Trevor Taylor |

| Champion des Caraïbes 2011         |
| ---------------------------------- |
| Puerto Rico Islanders Second titre |

## Buteurs
| Rang | Joueur            | Équipe                | Nb Buts |
| ---- | ----------------- | --------------------- | ------- |
| 1    | Michael Edwards   | Defence Force FC      | 4       |
| 1    | Jonathan Faña     | Puerto Rico Islanders | 4       |
| 1    | Richard Roy       | Defence Force FC      | 4       |
| 4    | Akim Armstrong    | Caledonia AIA         | 2       |
| 4    | Matthew Bouraee   | Puerto Rico Islanders | 2       |
| 4    | Noah Delgado      | Puerto Rico Islanders | 2       |
| 4    | David Foley       | Puerto Rico Islanders | 2       |
| 4    | Rinaldo Lupson    | Walking Bout Company  | 2       |
| 4    | Sean Narcis       | Defence Force FC      | 2       |
| 4    | Dwight Peters     | Alpha United FC       | 2       |
| 4    | Jean-Luc Rochford | Caledonia AIA         | 2       |